# A futár (film, 2019)
A futár (eredeti cím: The Courier) 2019-ben bemutatott brit-amerikai akció-thriller, melyet Zackary Adler rendezett, Andy Conway és Nicky Tate forgatókönyvéből. A főszereplők Olga Kurylenko, Gary Oldman, Amit Shah, Alicia Agneson, Greg Orvis, Craig Conway, William Moseley és Dermot Mulroney.
Az Amerikai Egyesült Államokban 2019. november 22-én mutatta be a Lions Gate Entertainment, az Egyesült Királyságban pedig 2019. december 20-án a Signature Entertainment. Magyarországon DVD-n jelent meg szinkronizálva 2020. október végén.

## Cselekmény
Ezekiel Mannings (Gary Oldman) veszélyes bűnözőt elkapja az FBI. Az átmenetileg házi őrizetben lévő férfit, hogy hosszú időre börtönbe küldhessék, szükséges Nick Murch tanúvallomása, aki a Mannings által személyesen elkövetett gyilkosság egyetlen szemtanúja.
A Nick védelmére kijelölt csapat azonban kevésbé bizonyul alkalmasnak, mivel van köztük egy korrupt Interpol ügynök, aki az egész csapatot megmérgezi gázzal. Egy teljesen kívülálló futár érkezik a helyszínre (Olga Kurilenko), aki kénytelen megmenteni Nicket és életben tartani. Mindkettejüknek menekülniük kell. Magasan képzett orgyilkosok vannak a nyomukban, akiket egy másik korrupt FBI-ügynök irányít. A futár végül mindet megöli, és a tanút kórházba viszi a motorján. Mannings-et letartóztatják.

## Szereplők
| Szerep                           | Színész         | Magyar hang       |
| -------------------------------- | --------------- | ----------------- |
| Névtelen futár                   | Olga Kurilenko  | Nemes Takách Kata |
| Ezekiel Mannings                 | Gary Oldman     | Rosta Sándor      |
| Nick Murch, tanú                 | Amit Shah       | ?                 |
| Karen Simmonds Interpol-ügynök   | Alicia Agneson  | ?                 |
| mesterlövész                     | Greg Orvis      | ?                 |
| Bryant ügynök                    | William Moseley | Markovics Tamás   |
| Theodore Parlow ügynök           | Craig Conway    | ?                 |
| Simon Bryant ügynök              | William Moseley | ?                 |
| Marcus Roberts különleges ügynök | Dermot Mulroney | ?                 |
| Alys Mannings, Mannings lánya    | Calli Taylor    | ?                 |